# Tara McNeill
Tara McNeill [ˈtɑɹə məkˈniːl] (* in Antrim, Nordirland) ist eine irische Violinistin, Harfenistin, und Sopransängerin und Mitglied der Gruppe Celtic Woman.

## Leben
McNeill kommt aus einer musikalisch geprägten Familie und sämtliche Geschwister spielen ein Musikinstrument. An der St. Joseph’s Primary School in Antrim wurde McNeills Talent entdeckt und sie bekam bereits früh Gesangsunterricht. Im Alter von sieben Jahren lernte sie Klavier und mit acht Jahren Violine zu spielen. 
McNeill war Mitglied des North Eastern Education and Library Board (NEELB) Youth Orchestra Ulster, mit dem sie sieben Jahre lang auftrat. Mit 17 Jahren übernahm sie die Leitung des senior Orchestra des NEELB.
An der Royal Irish Academy of Music, wo sie von Michael D’Arcy unterrichtet wurde, erlangte sie einen Bachelor of Arts in Music Teaching and Performance mit dem Schwerpunkt Violine. Im Juni 2009 schloss sie mit ausgezeichnetem Erfolg ab und erreichte die besten Noten ihres Jahrgangs.
McNeill spielt auf einer Roger Hansell Violine.

## Musikalische Karriere
McNeill ging mit dem Irish choral ensemble Anúna als Soloviolinistin und von 2010 bis 2014 zudem als Sängerin auf Tournee. In dem Anúna Album Illumination, welches 2012 veröffentlicht wurde, spielt sie die Solo-Violine. Zwischenzeitlich trat sie im April 2013 bei der irischen Premiere von Finzi’s Violin Concerto in der National Concert Hall, Dublin, Irland auf. 2014 war McNeill die Hauptdarstellerin in der Show Ireland Calling als Violinistin, Harfenistin und Sängerin, die in Kopenhagen, Dänemark und Dublin, Irland aufgeführt wurde.

### Celtic Woman
Bereits im August 2015 trat McNeill bei einem Konzert als Harfenistin erstmals mit dem Orchester der irischen Frauengruppe Celtic Woman auf, das als DVD und im PBS TV erschien und im Round Room im Mansion House, in Dublin, Irland aufgenommen wurde. Am 7. August 2016 gab sie bekannt, dass sie Nachfolgerin für Máiréad Nesbitt bei Celtic Woman wird, die die Gruppe verließ, um sich um ihre Soloprojekte zu kümmern. Einen Tag später begann sie mit den Aufnahmen für ihr Debütalbum. McNeill und Máiréad Carlin sind die einzigen Mitglieder der Gruppe Celtic Woman, die aus Nordirland kommen.
Am 15. August 2016 begann McNeill mit Celtic Woman die Studioaufnahmen für das nächste Album, das im November 2016 veröffentlicht wurde. Ihr erstes Livekonzert mit Celtic Woman war am 16. September 2016 in Johannesburg, Südafrika.

### Weitere Karriere Highlights
McNeill unternahm mehrere Gastspielreisen durch viele Länder und trat dabei unter anderem mit den Künstlern Barry Douglas, Bono, Il Divo, Julie Feeney, Josh Groban, und Damien Rice in renommierten Konzerthäusern, darunter in der Carnegie Hall, dem Oriental Arts Center, und dem Nationalen Zentrum für Darstellende Künste in China auf.
Vor dem Beitritt zu der Gruppe Celtic Woman lehrte McNeill Violine an der Mount Anville Junior School, Dublin, wo sie etwa 50 Studenten unterrichtete.

### Auszeichnungen
- Leo Gibney Award for Chamber Music (RIAM)
- 2009: Ballymena Music Festival’s prestigious Young Instrumentalist Award[5]
- 2010: Holywood Music Festival’s Sinfonietta Cup[6]
- 2010: Holywood Music Festival’s d’Arcy Cup and Award[6]
- 2010: Holywood Music Festival’s Ulster Bank Festival Gala Cup[6]
- 2012: Inaugural Flax Trust Classics £5000 bursary[7][8]
- 2012: George & Angela Moore Flax Trust Classics Audience Award[7]